# Lista de emissoras de televisão do Tocantins
Esta é uma lista de emissoras de televisão do estado brasileiro do Tocantins. São 29 emissoras concessionadas pela ANATEL. Pela lei, uma Retransmissora de Televisão (RTV) dentro da Amazônia Legal pode gerar programação local e comercializar espaços comerciais. As emissoras podem ser classificadas pelo nome, canal analógico, canal digital, cidade de concessão, razão social, afiliação e prefixo.

## Canais abertos
| Nome                    | CA | CD      | Concessão             | Razão social                                    | Afiliação                 | Prefixo |
| ----------------------- | -- | ------- | --------------------- | ----------------------------------------------- | ------------------------- | ------- |
| Rede Líder              | —  | 20 (21) | Araguaína             | TELEAMA-Teledifusão da Amazônia Ltda.           | RedeTV! .2 TV Assembléia  | RTV     |
| RedeTV! Tocantins       | —  | 29      | Palmas                | TSRL Serviços Publicitários e Comunicação Ltda. | RedeTV!                   | RTV     |
| Sil TV                  | —  | 19 (28) | Gurupi                | Macarena Telecomunicações Ltda.                 | Rede Bandeirantes         | RTV     |
| TV Amazônia             | —  | 10 (42) | Araguaína             | Via Brasil Comunicação Ltda.                    | Rede Bandeirantes         | RTV     |
| TV Anhanguera Araguaína | —  | 11 (24) | Araguaína             | Televisão Anhanguera de Araguaína Ltda.         | TV Globo                  | ZYP 316 |
| TV Anhanguera Gurupi    | —  | 11 (23) | Gurupi                | Televisão Rio Formoso Ltda.                     | TV Globo                  | ZYP 321 |
| TV Anhanguera Palmas    | —  | 11 (23) | Palmas                | Centro Norte de Comunicação Ltda.               | TV Globo                  | ZYP 328 |
| TV Araguaína            | —  | 7 (30)  | Araguaína             | Boa Sorte Rádio e Televisão Ltda.               | TV A Crítica              | ZYP 260 |
| TV Araguatins           | 12 | 39*     | Araguatins            | Fundação Universidade do Tocantins              | TV Cultura                | RTV     |
| TV Assembleia           | —  | 10 (44) | Palmas                | Câmara dos Deputados                            | .1 TV Câmara .4 TV Senado | ZYP 274 |
| TV Boa Vista            | 7  | 30*     | Tocantinópolis        | Prefeitura Municipal de Tocantinópolis          | SBT                       | RTV     |
| TV Cidade               | —  | 12 (27) | Araguaína             | SB Empreendimentos de Comunicação S/C Ltda.     | Rede Meio                 | RTV     |
| TV Cristal              | —  | 5 (16)  | Palmas                | Sistema de Telecomunicações do Pará Ltda.       | TV A Crítica              | RTV     |
| TV Girassol             | —  | 3 (46)  | Augustinópolis        | Sistema de Comunicação Graciosa Ltda.           | RedeTV!                   | RTV     |
| TV Guará                | 5  | —       | Guaraí                | Prefeitura Municipal de Guaraí                  | Independente              | RTV     |
| TV Jovem                | —  | 7 (18)  | Palmas                | Sistema de Comunicação do Tocantins S/A         | Record                    | RTV     |
| TV Jovem Araguaína      | —  | 6 (46)  | Araguaína             | Sistema de Comunicação do Tocantins S/A         | Record                    | RTV     |
| TV Jovem Gurupi         | —  | 3 (42)  | Gurupi                | Sistema de Comunicação Rio Bonito Ltda.         | Record                    | RTV     |
| TV Miracema             | 6  | 19      | Miracema do Tocantins | Boa Sorte Rádio e Televisão Ltda.               | Rede Meio                 | RTV     |
| TV Nacional             | —  | 29      | Porto Nacional        | Sistema Timon de Radiodifusão Ltda.             | Rede Meio                 | RTV     |
| TV Norte Araguaína      | —  | 9 (34)  | Araguaína             | Rio Lontra Rádio e Televisão Ltda.              | SBT                       | RTV     |
| TV Norte Colinas        | —  | 10 (46) | Colinas do Tocantins  | Sistema de Comunicação Graciosa Ltda.           | SBT                       | RTV     |
| TV Norte Gurupi         | —  | 8 (43)  | Gurupi                | Rio Lontra Rádio e Televisão Ltda.              | SBT                       | RTV     |
| TV Norte Tocantins      | —  | 9 (21)  | Palmas                | Rio Lontra Rádio e Televisão Ltda.              | SBT                       | RTV     |
| TV Paraíso              | 13 | —       | Paraíso do Tocantins  | Sistema Tocantinense de Televisão Ltda.         | SBT                       | RTV     |
| TV Porto                | —  | 10 (17) | Porto Nacional        | Televisão Rio Vermelho Ltda.                    | SBT                       | RTV     |
| UFT TV                  | —  | 2 (27)  | Palmas                | Empresa Brasil de Comunicação S.A - EBC         | TV Brasil                 | ZYP 325 |
| Unitins TV              | —  | 13 (36) | Palmas                | Fundação Universidade do Tocantins              | TV Cultura                | ZYP 262 |

* - Em implantação

### Extintos
| Nome              | Canal | Cidade de concessão | Período de existência |
| ----------------- | ----- | ------------------- | --------------------- |
| TV Javaés         | 7     | Palmas              | 1992-1997             |
| TV Lajeado        | 2     | Palmas              | 1993-2007             |
| Band Tocantins    | 4     | Palmas              | 2008-2015             |
| TV Girassol       | 3     | Gurupi              | 1997-2015             |
| TV Graciosa       | 38    | Palmas              | 2016-2018             |
| TV Aratins        | 8     | Araguaína           | ????-2021             |
| Rede MN Tocantins | 14    | Araguaína           | 2020-2023             |